# SJ Tp
Le Tp erano locomotive diesel-idrauliche in uso alle Ferrovie dello Stato svedesi ( svedese : Statens Järnvägar, SJ ) per la gestione dei treni merci.
Sono state costruite in totale 25 unità, 20 da Maschinenbau Kiel (MaK) e 5 su licenza da Svenska Järnvägsverkstäderna (Le officine ferroviarie svedesi).
Durante gli anni '60 la maggior parte delle ferrovie a scartamento ridotto furono convertite a scartamento normale e SJ scelse di ricostruire le locomotive a questo scartamento e anche di cambiare il sistema di assi in D, dando loro la designazione T23 . Dei restanti dieci Tps, sei sono stati demoliti negli anni '70 mentre gli ultimi quattro sono rimasti in servizio fino agli anni '80. Questi ultimi sono stati tutti conservati.